# Liste der Monuments historiques in Saint-Cyr-sous-Dourdan
Die Liste der Monuments historiques in Saint-Cyr-sous-Dourdan führt die Monuments historiques in der französischen Gemeinde Saint-Cyr-sous-Dourdan auf.

## Liste der Bauwerke
| Bezeichnung                     | Beschreibung | Standort | Kennzeichnung | Schutzstatus | Datum | Bild |
| ------------------------------- | ------------ | -------- | ------------- | ------------ | ----- | ---- |
| Château de Bandeville (Schloss) |              | (Lage)   | PA00087999    | Classé       | 1974  |      |
| Kirche St-Cyr                   |              | (Lage)   | PA00088000    | Inscrit      | 1966  |      |
| Ferme des Tourelles (Bauernhof) |              | (Lage)   | PA00088001    | Classé       | 1975  |      |

## Liste der Objekte
- Monuments historiques (Objekte) in Saint-Cyr-sous-Dourdan der Base Palissy des französischen Kultusministeriums